# Фриц Кюнкел
Фриц Кюнкел (на немски: Fritz Künkel) е германски психолог, психиатър и един от първите представители на Индивидуалната психология в Германия.

## Биография
Роден е на 6 септември 1889 година в Гожов Велкополски, днес Полша. Израства в имението на родителите си. През първите училищни години е обучаван от частни учители. Неговият по-малък със седем години брат Ханс Кюнкел става педагог и индивидуален психолог. Кюнкел посещава гимназията в Ландсберг на река Варте. От 1907 до 1914 г. следва медицина в Мюнхен. През Първата световна война от 1914 до 1917 г. е повикан на служба като военнополеви лекар на Източния фронт, където губи лявата си ръка. По този начин той е ограничен в изучаването на лекарската професия и затова се ориентира към психиатрията. В Мюнхен се сприятелява с Алфред Адлер и Леонхард Сайф.
През 1924 г. Кюнкел става невролог в Берлин и учредява местна група по индивидуална психология. След кратко време разбира, че трябва да увеличи популярността на индивидуалната психология в Берлин и прави това чрез представяния в училищата. Както при Адлер във Виена, Кюнкел организира и в Берлин курсове по индивидуална психология и лятна ваканция. Изнася реферати в чужбина и на конгреси по индивидуална психология и през 1925 г. става един от издателите на „Международно списание за индивидуална психология“. За института по индивидуална психология той подготвя подобрения в образованието с теоретични уроци и практически упражнения. От 1928 г. е в ръководството на всеобщото лекарско дружество по психотерапия. Под влиянието на марксистки настроени индивидуални психолози като Манес Шпербер, се стига до разделение в берлинската група по индивидуална психология. Тя се разделя на два съюза.
До началото на Втората световна война (1939) той работи в Германския институт по психологически изследвания и психотерапия, поет от националсоциалистите. След пътуване в САЩ през лятото на 1939 г. Кюнкел вече никога не се завръща в Германия. Живее в Лос Анджелис, където в свой собствен институт изнася лекции, лекува пациенти и пише книги.
Умира на 2 април 1956 година в Лос Анджелис на 66-годишна възраст.

## Публикации
На немски език
- Psychotherapie und Seelsorge, in: Arzt und Seelsorger. Eine Schriftenreihe, hrsg. in Verbindung mit Medizinern und Theologen v. Dr. Carl Schweitzer, Heft 1, Schwerin i. Mecklenburg 1925, S. 26
- Einführung in die Charakterkunde, Leipzig Hirzel-Verlag, 1928
- Arbeit am Charakter, 1929
- Grundzüge der Politischen Charakterkunde, Junker und Dünnhaupt, Berlin 1931
- Angewandte Charakterkunde, 6 Bände, 1929 – 1935
- Krisenbriefe Die Beziehungen zwischen Wirtschaftskrise und Charakterkrise, Friedrich Bahn-Verlag, Schwerin 1933
- Grundzüge der praktischen Seelenheilkunde, Hippokrates-Verlag, Stuttgart-Leipzig 1935